# トラスミーラス

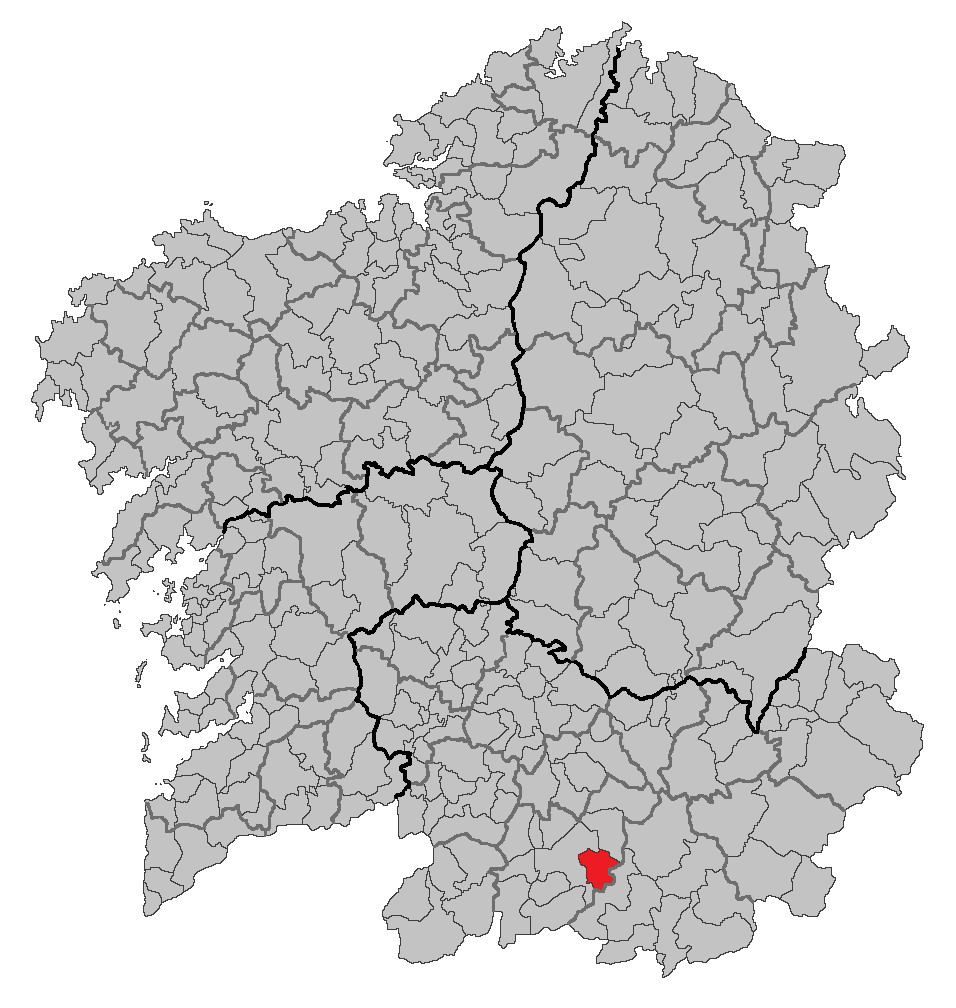

トラスミーラス（Trasmiras）はスペイン、ガリシア州、オウレンセ県の自治体。コマルカ・ダ・リミアに属する。ガリシア統計局によると、2010年の人口は1,619人（2004年：1,786人、2003年：1,828人）。
ガリシア語話者の自治体人口に占める割合は99.22%（2001年）。

## 地理
トラスミーラスはオウレンセ県の南部に位置し、コマルカ・ダ・リミアに属する。北から西はシンソ・デ・リミア、北はサレアウス、東から南はクアレドロの各自治体と隣接する。自治体中心地区はトラスミーラス教区のトラスミーラス地区。
トラスミーラスはシンソ・デ・リミア司法管轄区に属す。

### 人口
| トラスミーラスの人口推移 1900－2010                     |
|                                                         |
| 出典:INE（スペイン国立統計局）1900年 - 1991年、1996年 - |

## 政治
自治体首長はガリシア国民党（PPdeG）のエミリオ・ホセ・パソス・オヘーア（Emilio José Pazos Ojea）、自治体評議員はガリシア国民党：7、ガリシア社会党（PSdeG-PSOE）：2となっている（2011年5月22日自治体選挙結果、得票順）。
| 1999年6月13日自治体選挙 |        |        |          |
| 政党                    | 得票数 | 得票率 | 獲得議席 |
| PSdeG-PSOE              | 711    | 47.75% | 5        |
| PPdeG                   | 661    | 44.39% | 4        |
| BNG                     | 115    | 7.72%  | 0        |

| 2003年5月25日自治体選挙 |        |        |          |
| 政党                    | 得票数 | 得票率 | 獲得議席 |
| PPdeG                   | 704    | 48.62% | 5        |
| PSdeG-PSOE              | 516    | 35.64% | 3        |
| CG                      | 145    | 10.01% | 1        |
| BNG                     | 80     | 5.52%  | 0        |

| 2007年5月27日自治体選挙 |        |        |          |
| 政党                    | 得票数 | 得票率 | 獲得議席 |
| PPdeG                   | 917    | 64.58% | 6        |
| PSdeG-PSOE              | 409    | 28.80% | 3        |
| BNG                     | 89     | 6.27%  | 0        |

| 2011年5月22日の自治体選挙 |        |        |          |
| 政党                      | 得票数 | 得票率 | 獲得議席 |
| PPdeG                     | 817    | 69.71% | 7        |
| PSdeG-PSOE                | 285    | 24.32% | 2        |
| BNG                       | 49     | 4.18%  | 0        |

## 教区
トラスミーラスは9の教区に分けられる。太字は自治体中心地区のある教区。
- アバビーデス（サン・マルティーニョ）
- チャモシーニョス（サンタ・バイア）
- エスコルナボイス（サンタ・マリーア）
- ロバーセス（サンタ・マリーア）
- トラスミーラス（サン・ショアン）
- ビラ・デ・レイ（サン・サルバドール）
- ビラール・デ・レブレス（サン・サルバドール）
- ビラセカ（サン・ロマン）
- ソス（サンタ・マリーア）